# Melectoides niveiventris
Melectoides niveiventris är en biart som först beskrevs av Heinrich Friese 1925.  Melectoides niveiventris ingår i släktet Melectoides och familjen långtungebin. Inga underarter finns listade i Catalogue of Life.